# Japanska F3-mästerskapet 1998
Japanska F3-mästerskapet 1998 vanns av Peter Dumbreck.

## Slutställning
| Plats | Förare             | Poäng |
| ----- | ------------------ | ----- |
| 1     | Peter Dumbreck     | 63    |
| 2     | Hiroki Kato        | 35    |
| 3     | Shingo Tachi       | 34    |
| 4     | Daisuke Ito        | 17    |
| 5     | Tsugio Matsuda     | 17    |
| 6     | Toshihiro Kaneishi | 15    |